# Guillermo Vilas
Guillermo Vilas (Buenos Aires, 1952, augusztus 17. –) egykori argentin hivatásos teniszező. Ő lett az első dél-amerikai férfi, aki Grand Slam-tornát tudott nyerni, amikor 1977-ben megnyerte a Roland Garros férfi egyesét. Ezután még háromszor diadalmaskodott Grand Slam-tornán: 1977-ben a US Opent, 1978-ban és 1979-ben az Australian Opent nyerte meg. Legjobb helyezése a világranglistán a 2. volt. Legjobb évében, 1977-ben összesen 16 tornát nyert (máig rekord), ebből kettő Grand Slam volt, de ekkor sem tudta elvenni a világelsőséget az amerikai Jimmy Connorstól. Ebben az évben produkált egy 46 meccses veretlenségi sorozatot, ami szintén máig rekordnak számít.
Vilas hatására vált népszerűvé a tenisz Latin-Amerikában, a mai argentin teniszsztárok közül Guillermo Coriát és Guillermo Cañast is róla nevezték el.
1991-ben felvették az International Tennis Hall of Fame tagjai közé.

## Grand Slam döntői

### Győzelmei (4)
| Év   | Helyszín        | Ellenfél a döntőben | Eredmény a döntőben |
| 1977 | Roland Garros   | Brian Gottfried     | 6-0, 6-3, 6-0       |
| 1977 | US Open         | Jimmy Connors       | 2-6, 6-3, 7-6, 6-0  |
| 1978 | Australian Open | John Marks          | 6-4, 6-4, 3-6, 6-3  |
| 1979 | Australian Open | John Sadri          | 7-6, 6-3, 6-2       |

### Elvesztett Grand Slam-döntői (4)
| Év   | Helyszín               | Ellenfél a döntőben | Eredmény a döntőben |
| 1975 | Roland Garros          | Björn Borg          | 6-2, 6-3, 6-4       |
| 1977 | Australian Open (jan.) | Roscoe Tanner       | 6-3, 6-3, 6-3       |
| 1978 | Roland Garros          | Björn Borg          | 6-2, 6-1, 6-3       |
| 1982 | Roland Garros          | Mats Wilander       | 1-6, 7-6, 6-0, 6-4  |